# Tilney with Islington
Tilney with Islington var en civil parish fram till 1935 när den uppgick i civil parishes Tilney St. Lawrence och Marshland St. James, i grevskapet Norfolk i England. Civil parish var belägen 7 km från King's Lynn och hade 238 invånare år 1931.